# Joseph Shalika
Joseph Andrew Shalika (Baltimore, 1941 — 18 de setembro de 2010) foi um matemático estadunidense.
Shalika estudou na Universidade Johns Hopkins, onde obteve o bacharelado em 1961 e o doutorado em 1966, orientado por Friedrich Mautner, com a tese Representations of the Two by Two Unimodular Group over Local Fields. De 1965 a 1966 esteve no Instituto de Estudos Avançados de Princeton. A partir de 1971 foi professor da Universidade Johns Hopkins.
Dentre seus orientados está Freydoon Shahidi.

## Obras
- com Masaaki Furusawa: On central critical values of the degree four L-functions for GSp (4): the fundamental lemma, Memoirs AMS, Nr. 782, 2003
- The multiplicity one theorem for GL(n), Annals of Mathematics, Band 100, 1974, S. 171–193
- com Hervé Jacquet On Euler products and the classification of automorphic representations, Teil 1,2, American J. Math., Band 103, 1981, S. 499-558, 777-815
- com I. Piatetski-Shapiro, H. Jacquet: Automorphic forms on GL (3), Teil 1, Annals of Mathematics, Band 109, 1979, S. 169-212